# Joseph Hughes (Politiker)
Joseph Hughes (* 18. September 1905 in Dungarvan, County Waterford; † 20. Januar 1960 in Kilkenny, County Kilkenny) war ein irischer Politiker der Fine Gael, der zwischen 1948 und 1960 Teachta Dála (Abgeordneter) des Dáil Éireann, des Unterhauses des Parlaments (Oireachtas) der Republik Irland, war. 

## Leben
Hughes war Landwirt. Er kandidierte erstmals bei den Wahlen am 4. Februar 1948 im Wahlkreis Carlow–Kilkenny und erlangte einen Sitz im Wahlkreis. Bei den Wahlen 1951, 1954 und 1957 konnte er seinen Sitz jeweils verteidigen. Er starb während seiner Amtszeit.